# Rosana Palazyan
Rosana Palazyan (Rio de Janeiro, 1963) é uma artista visual brasileira. Sua prática artística é realizada em diversas formas, entre estas estão vídeo, performance, desenho e instalação, com grande destaque para o bordado. Seus trabalhos tratam questões sociais.
De ascendência armênia, é formada em arquitetura pela Universidade Gama Filho e, entre 1988 e 1992, frequentou cursos na Escola de Artes Visuais do Parque Lage. Participou da 56ª Bienal de Veneza - no Pavilhão da Armênia - tratando das questões do genocídio armênio, este trabalho tem raízes na história familiar da artista. Com este trabalho, Rosana Palazyan ganhou o Leão de Ouro de Melhor Pavilhão Nacional. Também participou de diversas Bienais de arte, exposições individuais e coletivas por todo o mundo.

## Exposições
Exposições individuais selecionadas:
- 2013  Rosa Daninha? , Artur Fidalgo Galeria - Armazém Fidalgo, Rio de Janeiro.
- 2010  Casa França Brasil, Rio de Janeiro
- 2006  Galeria Leme, São Paulo
- 2004  O Lugar do Sonho, Centro Cultural Banco do Brasil, São Paulo
- 2003  Casa da Ribeira, Natal
- 2002  Centro Cultural Banco do Brasil, Rio de Janeiro
- 2000  Museo de Arte Contemporáneo Rufino Tamayo, Cidade do México | Galeria Thomas Cohn, São Paulo.
- 1998  Bedtime Stories, George Adams Gallery, Nova York | Galeria Thomas Cohn, São Paulo.
- 1996  Thomas Cohn Arte Contemporânea, Rio de Janeiro
- 1995  Espaço Cultural Sérgio Porto, Rio de Janeiro
- 1994  Galeria Macunaíma / Funarte, Rio de Janeiro

Bienais de arte:
- 2015-  56th International Venice Art Biennale-Armenian National Pavilion, Veneza, Italia
- 2013 - 4th Thessaloniki Biennale of Contemporary Art, Geni Tzami, Thessaloniki, Grécia
- 2009 - 7º Bienal do Mercosul- Radiovisual, Fundação Bienal Mercosul, Porto Alegre, Brasil
- 2004 - 26ª Bienal Internacional de São Paulo, Fundação Bienal de São Paulo, São Paulo, Brasil
- 1997 - 1ª Bienal do Mercosul, Porto Alegre, Brasil
- 1997 - 6ª Bienal de La Habana - El Individuo y su Memória, Havana, Cuba[7]